# ГЕС Пулангі IV
ГЕС Пулангі IV – гідроелектростанція на Філіппінах на острові Мінданао. Використовує ресурс із Пулангі, правого витоку річки Мінданао, яка впадає до затоки Іллана-Бей на південно-західному узбережжі острова.
В межах проекту річку перекрили земляною греблею висотою 17 метрів та довжиною 1070 метрів. Вона утворила водосховище з первісним об’ємом у 67 млн м3, що забезпечується коливанням рівня у операційному режимі між позначками 282 та 285 метрів НРМ. Втім, станом на 2014 рік внаслідок нанесення осаду зазначений показник об’єму скоротився до 21,2 млн м3.
Зі сховища по правобережжю прокладено дериваційний канал довжиною 9,2 км, який переходить у три короткі – біля 0,2 км – напірні водоводи діаметром по 4,8 метра. Вони живлять розміщені у наземному машинному залі три турбіни типу Френсіс потужністю по 85 МВт, які забезпечують виробництво біля 1 млрд кВт-год електроенергії на рік.
Відпрацьована вода по відвідному каналу довжиною 0,2 км повертається до Пулангі.
Видача продукції відбувається по ЛЕП, розрахованій на роботу під напругою 138 кВ.